# Hendersonula australis
Hendersonula australis är en svampart som beskrevs av Speg. 1880. Hendersonula australis ingår i släktet Hendersonula, ordningen Botryosphaeriales, klassen Dothideomycetes, divisionen sporsäcksvampar och riket svampar.   Inga underarter finns listade i Catalogue of Life.